# Гргуревичі
Гргуревичі (хорв. Grgurevići) — населений пункт у Хорватії, у Бродсько-Посавській жупанії у складі громади Сибинь.

## Населення
Населення за даними перепису 2011 року становило 122 осіб.
Динаміка чисельності населення поселення:

## Клімат
Середня річна температура становить 10,77 °C, середня максимальна – 24,97 °C, а середня мінімальна – -5,72 °C. Середня річна кількість опадів – 813 мм.
| Клімат поселення                              | Клімат поселення | Клімат поселення | Клімат поселення | Клімат поселення | Клімат поселення | Клімат поселення | Клімат поселення | Клімат поселення | Клімат поселення | Клімат поселення | Клімат поселення | Клімат поселення | Клімат поселення |
| Показник                                      | Січ.             | Лют.             | Бер.             | Квіт.            | Трав.            | Черв.            | Лип.             | Серп.            | Вер.             | Жовт.            | Лист.            | Груд.            |                  |
| Середній максимум, °C                         | 6,30             | 7,86             | 12,24            | 16,81            | 21,96            | 24,97            | 24,51            | 23,91            | 19,80            | 14,63            | 8,99             | 4,91             |                  |
| Середня температура, °C                       | 0,28             | 1,86             | 6,22             | 10,80            | 15,95            | 18,98            | 20,90            | 20,28            | 16,18            | 11,01            | 5,38             | 1,30             |                  |
| Середній мінімум, °C                          | −5,72            | −4,16            | 0,22             | 4,80             | 9,95             | 12,96            | 17,28            | 16,68            | 12,58            | 7,41             | 1,78             | −2,31            |                  |
| Норма опадів, мм                              | 51               | 51               | 50               | 62               | 75               | 103              | 72               | 68               | 59               | 73               | 82               | 67               |                  |
| Середньомісячна швидкість вітру, м/с          | 1.94             | 2.19             | 2.47             | 2.41             | 2.15             | 1.98             | 1.93             | 1.80             | 1.79             | 1.84             | 1.94             | 2.00             |                  |
| Середньомісячна сонячна радіація, кДж/м²·день | 4342             | 7070             | 10897            | 15224            | 19150            | 21058            | 22167            | 20307            | 14947            | 9259             | 4933             | 3641             |                  |
| --------------------------------------------- | ---------------- | ---------------- | ---------------- | ---------------- | ---------------- | ---------------- | ---------------- | ---------------- | ---------------- | ---------------- | ---------------- | ---------------- | ---------------- |
| Джерело:                                      |                  |                  |                  |                  |                  |                  |                  |                  |                  |                  |                  |                  |                  |